# 니케아-콘스탄티노폴리스 신경
니케아-콘스탄티노폴리스 신경(그리스어: Σύμβολον τῆς Νικαίας  또는 τῆς πίστεως, 라틴어: Symbolum Nicaeno-Constatinopolitanum)은 325년의 니케아 신경을 기초로 381년 제1차 콘스탄티노폴리스 공의회에서 채택한 기독교 신앙 고백문이다. 오늘날 동방교회와 서방교회 통틀어 정통 기독교 전반에서 가장 기본이 되는 신경으로, 이 신경의 내용에서 벗어난 가르침들을 기독교의 이단으로 규정한다. 서방교회에서는 사도신경, 아타나시우스 신경과 함께 서방교회의 3대 신경으로 부른다. 현재 대부분의 교회는 니케아 신경이라고 부른다. 동방교회에서는 단순히 신경이라고 부른다.

## 역사와 내용
451년 칼케돈 공의회에서 '콘스탄티노폴리스 신경'이라는 이름으로 낭독하였다. 325년 제1차 니케아 공의회에서 제정된 '니케아 신경'을 계승·발전시킨 신경을 제1차 콘스탄티노폴리스 공의회에서 승인했다고 전한다. 따라서 이 신경을 약칭하여 '니케아 신경'이라고 부르지만, 325년 제정된 본래의 '니케아 신경'과는 구별하여야 한다. 이 신경의 기원에 관하여 견해가 갈린다. 니케아 신경과 본질과 정신만 동일할 뿐이며 374년 성 에피파니오가 이 신경을 만들고 제1차 콘스탄티노폴리스 공의회가 채택하였다는 견해도 유력하다.
이 신경은 1차 니케아 신경이 성자를 성부와 '본질에서 같다[同質]'고 말한 데서 나아가 '성부와 일체'라고 고백한다. 성령의 위치와 존재를 확대 설명하고, 교회와 성사, 육신의 부활, 영생에 대한 믿음을 강조한다. 또한 1차 니케아 신경 말미에 있던 이단 파문 선언을 생략하여 전례용으로 적합해졌다는 특징이 있다.
신약성경의 언어인 헬레니즘 그리스어로 작성한 신경은 각국 언어로 번역하였다. 5세기 시리아에서 성찬 전례에 도입한 후 스페인을 통하여 서방 교회에서 사용하였다.
이 신경은 현재에도 동방교회와 서방교회 지역을 막론하고 신앙고백의 기준이다. 동방 정교회, 천주교회, 루터교회, 성공회, 감리교, 장로교 등의 전례용 신앙고백문이다. 침례교와 회중교회 등을 제외한 대부분의 개신교회에서도 사도신경과 더불어 예배 신앙고백문으로 활용한다. 침례교, 회중교회, 오순절교 일부 등 급진적인 재건주의 개신교를 제외한 그리스도교 교파에서 그 권위를 인정한다. 서방교회 전통에서 성경 강독 이후 신앙고백으로 이 니케아-콘스탄티노폴리스 신경 또는 사도신경 중 하나를 외운다. 성공회에서는 감사성찬례에는 니케아-콘스탄티노폴리스 신경을, 만도(저녁기도)에는 사도신경을 사용한다.

## 그리스어 원문
Πιστεύω είς ενα Θεόν, Πατέρα, παντοκράτορα, ποιητήν ουρανού καί γής, ορατών τε πάντων καί αοράτων.
Καί είς ενα Κύριον, Ίησούν Χριστόν, τόν Υιόν του Θεού τόν μονογενή, τόν εκ του Πατρός γεννηθέντα πρό πάντων τών αιώνων. Φώς εκ φωτός, Θεόν αληθινόν εκ Θεού αληθινού γεννηθέντα, ού ποιηθέντα, ομοούσιον τώ Πατρί, δι’ ού τά πάντα εγένετο. Τόν δι’ ημάς τούς ανθρώπους καί διά τήν ημετέραν σωτηρίαν κατελθόντα εκ τών ουρανών καί σαρκωθέντα εκ Πνεύματος ‘Αγίου καί Μαρίας τής Παρθένου καί ενανθρωπήσαντα. Σταυρωθέντα τε υπέρ ημών επί Ποντίου Πιλάτου καί παθόντα καί ταφέντα.
Καί αναστάντα τή τρίτη ημέρα κατά τάς Γραφάς.
Καί ανελθόντα είς τούς ουρανούς καί καθεζόμενον εκ δεξιών τού Πατρός.
Καί πάλιν ερχόμενον μετά δόξης κρίναι ζώντας καί νεκρούς, ού τής βασιλείας ουκ εσται τέλος.
Καί είς τό Πνεύμα τό ¨Αγιον, τό Κύριον, τό ζωοποιόν, τό εκ τού Πατρός εκπορευόμενον, τό σύν Πατρί καί Υιώ συμπροσκυνούμενον καί συνδοξαζόμενον, τό λαλήσαν διά τών Προφητών.
Είς μίαν, αγίαν, καθολικήν καί αποστολικήν Έκκλησίαν. ‘Ομολογώ εν βάπτισμα είς άφεσιν αμαρτιών. Προσδοκώ ανάστασιν νεκρών. Καί ζωήν τού μέλλοντος αιώνος.
Άμήν.

## 아람어/시리아어 번역문
ܡܗܝܡܢܝܢܢ ܒܚܕ ܐܠܗܐ. ܐܒܐ ܐܚܝܕ ܟܠ
ܥܒܘܕܐ ܕܫܡܝܐ ܘܕܐܪܥܐ.
ܘܕܟܠܗܝܢ ܐܝܠܝܢ ܕܡܬܚܙ̈ܝܢ ܘܕܠܐ ܡܬܚܙܝ̈ܢ
.ܘܒܚܕ ܡܪܝܐ ܝܫܘܥ ܡܫܝܚܐ
ܝܚܝܕܝܐ ܒܪܐ ܕܐܠܗܐ
ܗܘ ܕܡܢ ܐܒܐ ܐܬܝܠܕ
ܩܕܡ ܟܠܗܘܢ ܥܠܡ̈ܐ
ܢܘܗܪܐ ܕܡܢ ܢܘܗܪܐ
ܐܠܗܐ ܫܪܝܪܐ ܕܡܢ ܐܠܗܐ ܫܪܝܪܐ
ܝܠܝܕܐ ܘܠܐ ܥܒܝܕܐ
ܘܫܘܸܐ ܒܐܘܣܝܐ ܠܐܒܘܗܝ
ܕܒܐܝܕܗ ܗܘܐ ܟܠ
ܗܘ ܕܡܛܠܬܢ ܒܢܝ̈ܢܫܐ ܘܡܛܠ ܦܘܪܩܢܢ
ܢܚܬ ܡܢ ܫܡܝܐ
ܘܐܬܓܫܡ ܡܢ ܪܘܚܐ ܩܕܝܫܐ
ܘܡܢ ܡܪܝܡ ܒܬܘܠܬܐ ܝܠܕܬ ܐܠܗܐ
ܘܗܘܐ ܒܪܢܫܐ
ܘܐܨܛܠܒ ܚܠܦܝܢ ܒܝܘ̈ܡܝ ܦܝܢܛܝܘܣ ܦܝܠܛܘܣ
ܘܚܫ ܘܡܝܬ ܘܐܬܩܒܪ
ܘܩܡ ܠܬܠܬܐ ܝܘ̈ܡܝܢ ܐܝܟ ܕܨܒܐ
ܘܣܠܩ ܠܫܡܝܐ ܘܝܬܒ ܡܢ ܝܡܝܢܐ ܕܐܒܘܗܝ
ܘܬܘܒ ܐ̇ܬܐ ܒܫܘܒܚܐ ܪܒܐ
ܠܡܕܢ ܠܚܝ̈ܐ ܘܠܡܝ̈ܬܐ
ܗܘ ܕܠܡܠܟܘܬܗ ܫܘܠܡܐ ܠܐ ܐܝܬ.
ܘܒܚܕ ܪܘܚܐ ܩܕܝܫܐ
ܕܐܝܬܘܗܝ ܡܪܝܐ ܡܚܝܢܐ ܕܟܠ.
ܗܘ ܕܡܢ ܐܒܐ ܢܦܩ
ܘܥܡ ܐܒܐ ܘܥܡ ܒܪܐ ܡܣܬܓܕ ܘܡܫܬܒܚ.
ܗܘ ܕܡܠܠ ܒܢܒܝ̈ܐ ܘܒܫܠܝ̈ܚܐ
ܘܒܚܕܐ ܥܕܬܐ ܩܕܝܫܬܐ ܩܬܘܠܝܩܝ ܘܫܠܝܚܝܬܐ.
ܘܡܘܕܝܢܢ ܕܚܕܐ ܗܝ ܡܥܡܘܕܝܬܐ ܠܫܘܒܩܢܐ ܕܚܛܗ̈ܐ.
ܘܡܣܟܝܢܢ ܠܩܝܡܬܐ ܕܡܝ̈ܬܐ

ܘܠܚܝ̈ܐ ܚܕ̈ܬܐ ܕܒܥܠܡܐ ܕܥܬܝܕ. ܐܡܝܢ.

## 라틴어 번역과 필리오케 논쟁

### 라틴어 번역문
Credo in unum Deum, Patrem omnipoténtem, factórem cæli et terræ, visibílium ómnium et invisibílium.
Et in unum Dóminum Iesum Christum, Fílium Dei Unigénitum, et ex Patre natum ante ómnia sæcula. Deum de Deo, lumen de lúmine, Deum verum de Deo vero, génitum, non factum, consubstantiálem Patri: per quem ómnia facta sunt. Qui propter nos hómines et propter nostram salútem descéndit de cælis. Et incarnátus est de Spíritu Sancto ex María Vírgine, et homo factus est. Crucifíxus étiam pro nobis sub Póntio Piláto; Passus, et sepúltus est, et resurréxit tértia die, secúndum Scriptúras, et ascéndit in cælum, sedet ad déxteram Patris. Et íterum ventúrus est cum glória, iudicáre vivos et mórtuos, cuius regni non erit finis.
Et in Spíritum Sanctum, Dóminum et vivificántem: qui ex Patre Filióque procédit. Qui cum Patre et Fílio simul adorátur et conglorificátur: qui locútus est per prophétas. Et unam, sanctam, cathólicam et apostólicam Ecclésiam. Confíteor unum baptísma in remissiónem peccatorum. Et exspecto resurrectionem mortuorum, et vitam ventúri sæculi. 
Amen.

### 라틴어 신경에서 추가된 부분
라틴어 번역에서는 그리스어 원문에 없는 두 가지 부분이 추가되었다. 'Deum de Deo'이란 부분과 'Filióque'라는 부분이다.

#### 데움 데 데오(Deum de Deo)
'데움 데 데오(Deum de Deo)'는 '하느님에게서 나신 하느님'이란 뜻으로, 본래 325년 1차 니케아 신경에 있던 구절을 되살려 놓았으므로 문제가 없었다. 그리스어 원문이 니케아 신경에 있는 이 부분을 삭제한 것은 바로 이어 나오는 'Deum verum de Deo vero(참 하느님에게서 나신 참 하느님)'과 의미가 중복되기 때문인 것으로 보인다.

#### 필리오케(Filióque)
'필리오케'(Filióque)란 '성자에게서'라는 뜻으로 이 단어의 삽입으로 해당 문장은 '성령이 성부에게서 뿐만 아니라 성자에게서도 발하신다'는 뜻이 된다. '필리오케'는 589년 제3차 톨레도 시노드에서 처음 삽입되어 서방교회에 널리 퍼져 암송되기 시작한 후 서방교회 일부와 동방 교회에서 교리적 문제로 인식되었다. 이것이 유명한 필리오케 논쟁의 시작이다. 809년 교황 레오 3세는 공식적으로 서방교회에서 '필리오케' 사용 금지를 명령하였다. 이를 공식적으로 시행하기 위해서 베드로의 무덤 앞에 그리스어 원문을 따른 필레오케가 없는 라틴어 번역본을 게시하였다.
현재 서방교회가 되는 로마교회는 11세기 공교회인 5개 지역 연합체와 분리하고자 809년 삭제하기로 마무리 지은 내용을 다시 꺼내었고, 주요 교리로 인정하였다. 로마교회에서 교의상의 문제가 없다는 이유로 교황 베네딕토 8세는 1013년 '필리오케'가 삽입된 니케아-콘스탄티노폴리스 신경의 라틴어 번역본을 재승인하며 서방교회의 우위권을 주장하였다. 이는 하나였던 공교회가 동과 서로 분리되는 근거가 되었고, 동·서방 교회가 서로를 파문하는 한 요인이 되었다.
현재 서방교회 전통을 따르는 천주교회 성공회는 '필리오케'가 들어간 신경을 사용하며, 다른 서방교회 전통을 잇는 개신교회 종파에서는 헬라어 원문을 따라 WCC의 공동 신경을 작성하여 '필리오케'를 사용하지 않는다.

'필리오케' 의 문제가 중요한 이유는 교황의 성사권에 관계된 아주 중요한 문제이다.
천주교에서는 예수 그리스도께서 베드로에게 천국 열쇠를 주며 교회를 맡겼으므로 예수 그리스도에서 성령이 나오지 않으면
교황에게도 성령이 없으므로 성사 자체가 성립되지 않는다. 따라서 필리오케의 논쟁은 중요하다.
개신교에서는 천주교에서 필리오케에 대한 구절을 마음대로 고쳤기 때문에 교황에게 성부가 보내주신 성령이 없으며
따라서 성사의 권한이 없다고 주장한다.
한편 베드로의 천국 열쇠 구절에서도 논쟁이 있는데 성경에서의 페트로는 복수 돌멩이들이며, 페트라는 단수의 반석을 의미한다.

## 한국어 번역

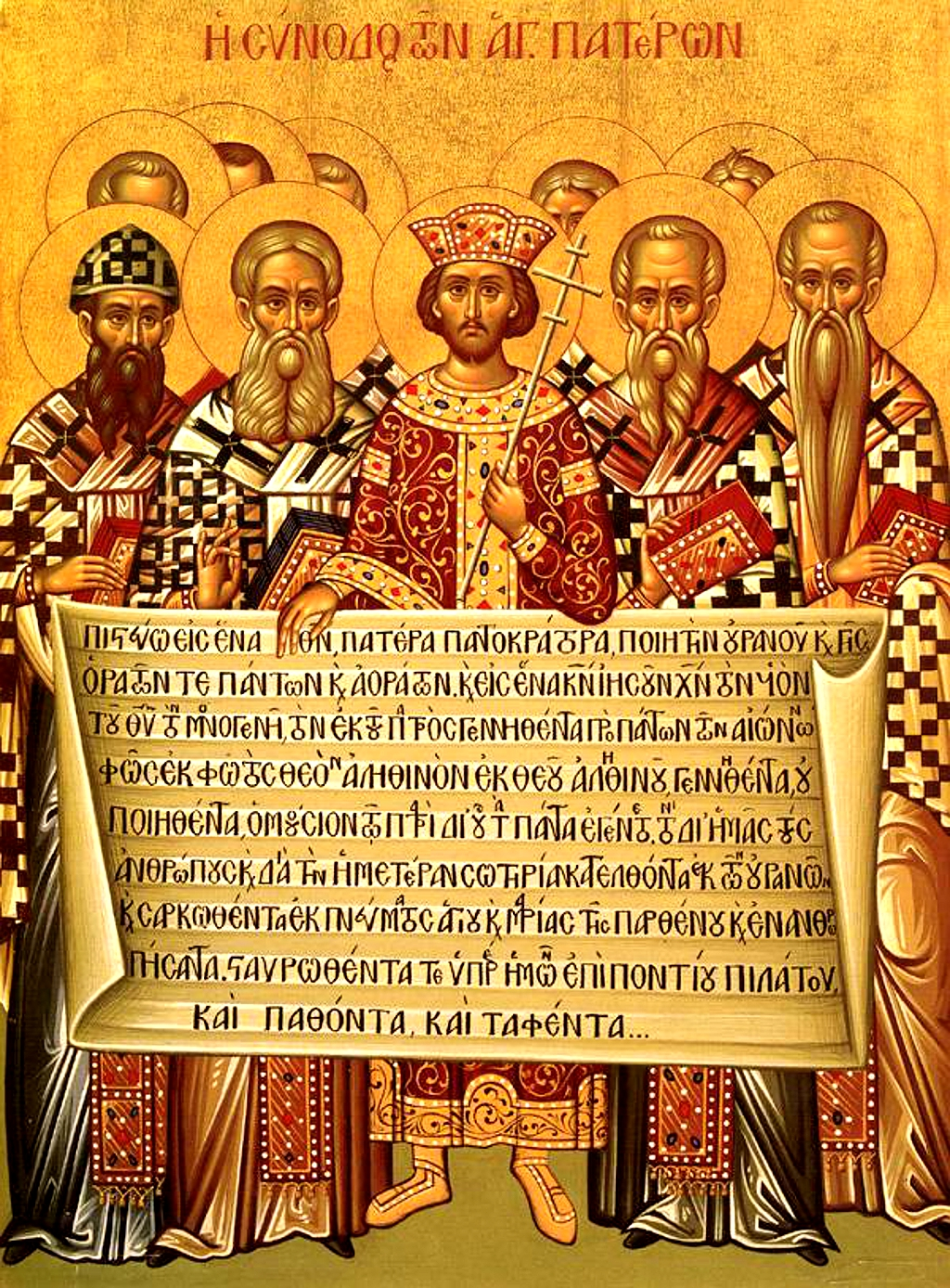

### 세계교회협의회(WCC 총회, 2013년)
우리는 한 분이신 성부 하나님을 믿습니다. 그분은 전능하셔서, 하늘과 땅과, 이 세상의 보이고 보이지 않는 모든 것을 지으셨습니다.

우리는 한분이신 주 예수 그리스도를 믿습니다. 그분은 모든 시간 이전에 성부에게서 나신, 하나님의 독생자이십니다.

그분은 하나님에게서 나신 참 하나님이시요, 빛에서 나신 빛이시요, 참 하나님에게서 나신 참 하나님이시며,

성부와 같은 분으로, 낳음과 지음 받은 분이 아닙니다. 오히려 그분을 통해서 만물이 지음 받았습니다.

그분은 우리와 우리의 구원을 위하여 하늘로부터 내려오시어, 성령의 능력으로 동정녀 마리아에게서 태어나, 참 인간이 되셨습니다.

우리 때문에 본디오 빌라도 치하에서 십자가 형을 받아, 죽임을 당하고 묻히셨으나, 성서의 말씀대로 사흘만에 부활하셨습니다.

그분은 하늘에 올라 성부 오른편에 앉아 계십니다. 그분은 산 이와 죽은 이를 심판하러 영광 가운데 다시 오실 것입니다.

그리고 그분의 나라는 끝이 없을 것입니다.

우리는 주님이시며, 생명을 주시는 성령을 믿습니다. 성령은 성부로부터 나오시어, 성부와 성자와 더불어 예배와 영광을 받으시고,

예언자들을 통하여 말씀하고 계십니다.

우리는 하나이고, 거룩하며, 보편적이고, 사도적인 교회를 믿습니다. 우리는 죄를 용서하는 한 세례를 믿습니다.

우리는 죽은이들의 부활과, 오고 있는 세계에서 살게 될 것을 믿습니다.

아멘.

### 정교회

#### 1976년~현재[2]
1. 한 분이신 하느님 아버지, 전능하시고 하늘과 땅과 유형무형한 만물의 창조주이신 하느님을 믿나이다.
2. 그리고 또 오직 한 분이신 주 예수 그리스도를, 모든 세대에 앞서 성부로부터 나신 하느님의 외아들이시며, 빛으로부터 나신 빛이시요, 참 하느님으로부터 나신 참 하느님으로서, 창조되지 않고 나시어 성부와 일체이시며, 만물이 다 이 분으로 말미암아 창조되었음을 믿나이다.
3. 우리 인간을 위하여 우리의 구원을 위하여, 하늘에서 내려오셔서, 성령으로 또 동정녀 마리아께 혈육을 취하시고 사람이 되심을 믿으며,
4. 본디오 빌라도 시대에, 우리를 위하여 고난을 받으시고, 십자가에 못 박히시고 묻히심을 믿으며,
5. 성경 말씀대로 사흘 만에 부활하시고,
6. 하늘에 올라 성부 오른편에 앉아 계시며,
7. 산 이와 죽은 이를 심판하러, 영광 속에 다시 오시리라 믿나니, 그의 나라는 끝이 없으리이다.
8. 그리고 주님이시며 생명을 주시는 성령을 믿나니, 성령은 성부께서 좇아나시며, 성부와 성자와 더불어 같은 흠숭과 같은 영광을 받으시며, 예언자를 통하여 말씀하셨나이다.
9. 하나인 거룩하고 공번되고 사도로부터 이어오는 교회를 믿나이다.
10. 죄를 사하는 하나의 세례를 알고 믿나이다.
11. 죽은 이들의 부활과,
12. 후세의 영생을 굳게 믿고 기다리나이다. 아멘.

### 천주교

#### 1997년부터 현재까지[3]
† 한 분이신 하느님을

◎ 저는 믿나이다.

전능하신 아버지, 하늘과 땅과 유형무형한 만물의 창조주를 믿나이다.

또한 한 분이신 주 예수 그리스도, 하느님의 외아들,

영원으로부터 성부에게서 나신 분을 믿나이다.

하느님에게서 나신 하느님, 빛에서 나신 빛, 참 하느님에게서 나신 참 하느님으로서,

창조되지 않고 나시어 성부와 한 본체로서 만물을 창조하셨음을 믿나이다.

성자께서는 저희 인간을 위하여, 저희 구원을 위하여 하늘에서 내려오셨음을 믿나이다.

(밑줄 부분에서 모두 고개를 깊이 숙인다)

또한 성령으로 인하여 동정 마리아에게서 육신을 취하시어 사람이 되셨음을 믿나이다.

본시오 빌라도 통치 아래서 저희를 위하여 십자가에 못박혀 수난하고 묻히셨으며,

성서 말씀대로 사흗날에 부활하시어 하늘에 올라 성부 오른편에 앉아계심을 믿나이다.

그분께서는 산 이와 죽은 이를 심판하러 영광 속에 다시 오시리니 그분의 나라는 끝이 없으리이다.

또한 주님이시며 생명을 주시는 성령을 믿나이다.

성령께서는 성부와 성자에게서 발하시고, 성부와 성자와 더불어 영광과 흠숭을 받으시며,

예언자들을 통하여 말씀하셨나이다.

하나이고 거룩하고 보편되며 사도로부터 이어오는 교회를 믿나이다.

죄를 씻는 유일한 세례를 믿으며, 죽은 이들의 부활과 내세의 삶을 기다리나이다.

아멘.

### 성공회

#### 2004년~현재[4]
우리는 믿나이다.

한 분이시며 전능하신 하느님 아버지, 하늘과 땅과 유형무형한 만물의 창조주를 믿나이다. 

오직 한 분이신 주 예수 그리스도를 믿나니, 모든 세계에 앞서 성부께 나신 하느님의 외아들이시며, 하느님에게서 나신 하느님이시요, 빛에서 나신 빛이시요, 참 하느님에게서 나신 참 하느님으로서 창조되지 않고 나시어, 성부와 일체시며, 만물이 다 이 분으로 말미암아 창조되었으며,
우리 인간을 위하여, 우리의 구원을 위하여, 하늘에서 내려오시어, 성령으로 동정녀 마리아에게 혈육을 취하시고 사람이 되셨으며, 본티오 빌라도 치하에서 우리를 위하여 고난을 받으시고, 십자가에 못 박히시고 묻히셨으며, 성서 말씀대로 사흘 만에 부활하시고, 하늘에 올라 성부 오른편에 앉아 계시며, 산 이와 죽은 이를 심판하러, 영광 속에 다시 오시리니 그분의 나라는 끝이 없으리이다. 

주님이시며 생명을 주시는 성령을 믿나니, 성령은 성부와 성자로부터 나오시며, 성부와 성자로 더불어 같은 경배와 영광을 받으시며, 예언자들을 통하여 말씀하셨나이다. 

하나이요 거룩하고 사도로부터 이어오는 공교회와, 죄를 용서하는 하나의 세례를 믿으며, 죽은 이들의 부활과, 후세의 영생을 믿고 기다리나이다.
 아멘.

### 대한예수교장로회 (통합)
우리는 한 분 하나님을 믿습니다. 그분은 전능하사 천지를 창조하시고, 보이는 것과 보이지 않는 모든 것을 지으신 아버지이십니다.
우리는 한 분 예수 그리스도를 믿습니다. 그분은 영원히 아버지로부터 나신 하나님의 독생자로서 빛으로부터 오신 빛이시요, 참하나님으로부터 오신 참하나님이십니다. 그분은 피조된 것이 아니라 나셨기 때문에 아버지와 본질이 동일하십니다. 만물은 그로 말미암아 지은 바 되었습니다. 그분은 우리 인류와 우리의 구원을 위해서 하늘로부터 내려오사, 성령과 동정녀 마리아를 통하여 성육신하셔서 인간이 되셨습니다. 그분은 우리를 위하여 본디오 빌라도에 의하여 십자가에 못 박히시사, 고난을 받으시며 장사지낸 바 되셨습니다. 그리고 그분은 성경대로 사흘 만에 죽은 자 가운데서 부활하사 하늘에 오르시고, 하나님 우편에 앉으셨습니다. 그분은 살아 있는 자와 죽은 자를 심판하기 위하여 영광 가운데 재림하시고 그의 나라는 영원무궁할 것입니다.
우리는 주님이시고, 생명의 부여자이신 성령님을 믿습니다. 그분은 아버지로부터 나오시고, 아버지와 아들과 더불어 동일한 예배와 영광을 받으십니다. 이 성령님은 예언자들을 통하여 말씀하셨습니다. 우리는 또한 하나의 거룩하고 보편적이며 사도적인 교회를 믿습니다. 우리는 죄 사함을 위한 하나의 세례만을 인정합니다. 우리는 죽은 자들의 부활과 장차 임할 세상에서의 영생을 바라봅니다. 아멘.

## 교회 음악
서양 고전 음악의 한 장르로 자리잡은 미사곡(Missa)의 정형적인 한 부분으로 니케아-콘스탄티노폴리스 신경이 노래된다. 서방교회 전통을 따르는 예식을 전제로 한 서유럽의 미사곡과 예배곡에서는 대부분 라틴어 신경을 사용하며, 신경의 첫 구절을 따서 그 제목을 '크레도(Credo)'라고 한다.

## 같이 보기
- 니케아 신경
- 사도신경
- 아타나시우스 신경
- 제1차 니케아 공의회
- 필리오케 문제
- 미사곡